# Epifanio Serpa Arana
Epifanio Serpa Arana (Huancavelica, 7 de abril de 1835 - Lima, 1900) fue un abogado y político peruano. 
Nació en Huancavelica el 7 de abril de 1835. Hijo de Ramón Serpa y Manuela Arana. Realizó sus estudios en el colegio nacional La Victoria de Ayacucho y se graduó como abogado en 1858 de la Universidad San Cristóbal de Huamanga. En 1882, durante el gobierno de Lizardo Montero fue nombrado brevemente como ministro de justicia y ministro de relaciones exteriores. Además de los cargos políticos, participó en la Campaña de la Breña bajo el mando de Andrés Avelino Cáceres, fue juez en Huancavelica. Se casó el 5 de agosto de 1895 con Griselda Morales González del Riego con quien tuvo un hijo: José Serpa Morales. A fines del siglo fue vocal de la Corte Superior de Justifica de Lima. Fallece en esa ciudad en 1900.
En 1860 fue elegido miembro del Congreso Constituyente de 1860 por la provincia de Huancavelica  que expidió la Constitución de 1860, la que tuvo un mayor tiempo de vigencia en la historia del país. Luego fue elegido diputado por la provincia de Huancavelica para el Congreso Ordinario de 1860 que estuvo en mandato hasta 1863 y fue elegido como Senador por Huancavelica en 1864. En 1889 fue elegido nuevamente como diputado por la provincia de Huancavelica, manteniendo ese cargo hasta 1894.